# يا طبطب ودلع
يا طبطب ودَلّع هو الألبوم الخامس للفنانة نانسي عجرم، أُصدر بتاريخ 21 فبراير 2006 عبر شركة Art Line Music. تعاونت عجرم مع العديد من المؤلفين والملحنين والموزعين، من أمثال طارق مدكور، هادي شرارة، عمر عبد العزيز، محمد مصطفى، كريم عبد الوهاب وباسم رزق. حقق ألبوم يا طبطب ودلع للنجمة اللبنانية نجاحاً كبيراً وتطوراً في مسيرتها المهنية.
تم إطلاق كليب يا طبطب ودلع وهو الأغنية الرئيسية في الألبوم كردّ على النقاد الذين اتهموا نانسي عجرم بأنها فنانة إغراء، حيث أنها ظهرت في الفيديو وهي ترتدي الملابس كاملة، بل وكانت فضفاضة، لتثبت للجميع أنها قادرة على النجاح في كل الحالات..

## ردود الفعل
أثنى النقاد على الألبوم وأشادوا بمحتواه أدبياً وباتجاه نانسي عجرم الموسيقي الجديد من خلاله. حصل الألبوم على أربعة ترشيحات للموريكس دور، وفاز في ترشيحين هما: أفضل مطربة لبنانية، وأفضل فيديو كليب، وذلك في العام 2007. احتل الألبوم المراتب الأولى في العديد من المخططات الموسيقية العربية وتصدر مبيعات فيرجين ميغا ستور في العديد من البلدان العربية، من بينها مصر ولبنان والسعودية والإمارات وسوريا والمغرب وغيرها..

## التخطيط والتنفيذ للألبوم
بعد أن حققت عجرم نجاحاً كبيراً من خلال ألبومات «يا سلام» و«آه ونص» أصبحت الخطوة التالية لعجرم إطلاق مشروع جديد مختلف في أجواءه عمّا سبق تماماً. شبّه جيجي لامارا - وهو المدير التنفيذي والمنتج للنجمة عجرم - ألبوم يا طبطب ودلع بـ«عمل سيرك مذهل».
تم عرض إعلان «كوكا كولا» لأغنية «معجبة مغرمة» لفترة من الزمن قبل إطلاق الألبوم. ومن ثم تم إطلاق كليب «يا طبطب ودلع» الأغنية الرئيسة في الألبوم في فبراير 2006، وبإدارة المخرجة ندين لبكي. وفي ذلك الوقت صدر الألبوم كاملاً بـ11 أغنية..
كليب الأغنية الرئيسية تضمن مشاهد تتعلق بسيرك ضخم ووجود مهرج واستعراض مهارات. كذلك الأمر بالنسبة إلى غلاف الألبوم، حيث ارتدت نانسي عجرم قطعة سوداء مع قبعة سيرك وخلفية حمراء. لقد كان ألبوم "يا طبطب... ودلع" بمثابة نقلة نوعية في مسيرة عجرم المهنية. فقد خففت عجرم من أسلوب الفتاة المصرية الصغيرة المغرية التي استخدمتها في الألبومين السابقين، وأصبحت في الألبوم الجديد أكثر انسجاماً مع التيار الشعبي العربي العام.

## أغاني الألبوم المنفردة، والكليبات
«يا طبطب ودلع» اختصرت أيضاً باسم «أطبطب» وتم إصدارها على شكل فيديو موسيقي واحد في فبراير 2006. تم تصوير الفيديو من قبل نادين لبكي وتظهر عجرم في زي مهرج وذات مكياج ملائم للحالة في حافلة سيرك في بلدة مصرية صغيرة. في القصة، تقوم عجرم بجولة مع محبوبها، وهو رجل قاسي ومن النوع الغيور والمهتاج المتطلب. خلال الفيديو الطريف ترقص عجرم وتغني وتؤدي أعمال السيرك إلى جانب عشيقها الذي يشعر بالغيرة عندما يقدم لها مهرج آخر زهرة. فيدخلون جميعاً في عراك، وتنتهي عجرم من تصوير الفيديو بينما تقوم بتدبير عشيقها المصاب. الأغنية ذهبت إلى الرقم واحد في العالم العربي بما في ذلك لبنان ومصر والمملكة العربية السعودية. وشكلت استمرارية لسلسلة من الأغنيات من ذات النوع التي تصدرها عجرم، والتي بدأت مع «أخاصمك آه» وستستمر حتى عام 2014 «ما تيجي هنا» من نانسي 8 .
تم إصدار «إحساس جديد» عبر محطات الراديو باعتبارها الأغنية الرسمية الثانية من ألبوم «يا طبطب ودلع». تم تصوير الفيديو عالي التكلفة من قبل سعيد الماروق. تم تنفيذ الأغنية من قبل عجرم عبر لغة الإشارة في قصة حيث تقع في حب مع رجل أصم / حبيب صامت. حب لا يوافق عليه الوالدان في القصة. استخدم التصوير مكانًا رومانسيًا طبيعيًا يضم بحيرة وكوخًا صغيرًا بجانب التل حيث تعيش نانسي وعشيقها.
تم إصدار أغنية «مشتاقة ليك» باعتبارها الأغنية المنفردة الرسمية الثالثة والأخيرة. أصبحت الأغنية من بين العشرة الأوائل وتم بث الفيديو كليب الخاص بها من إخراج ميرنا خياط بعد ستة أشهر من إصدار ألبوم عجرم التالي شخبط شخابيط للأطفال.
تم أخذ لقطات من كليب أغنية «معجبة» في عام 2005 وصدرت كإعلان تجاري لشركة كوكا كولا. حققت الأغنية نجاحًا كبيرًا على الراديو قبل الأغنية الرئيسية من الألبوم، على الرغم من تأخير إصدارها. قصة الكليب تدور حول فتاة تعمل داخل خيمة سيرك كبيرة، تقوم بتجربة العديد من الأزياء المتسوحاة من ذلك العالم. يعتبر من أنجح الكليبات على الإطلاق، واحتلت الأغنية المراتب الأولى على مستوى الوطن العربي في العديد من التصنيفات.
أصبحت أغنية «أنا يللي بحبك» متاحة على محطات الراديو بسبب الطلب المتزايد عليها بعد ظهورها في إعلان مجوهرات لعجرم بالتعاون مع مجوهرات داماس ومجلس الذهب العالمي. حققت الأغنية نجاحًا كبيرًا آخر. تم تصوير الفيديو في مطعم ومقهى حيث تؤدي عجرم الأغنية بينما يقع الشباب في الحب ويرقصون ويحتفلون.
تم إصدار أغنية «إللي كان» كإعلان للذهب مع فيديو كليب ذي طابع تقليدي.

## الأغاني
| #   | عنوان                               | تأليف           | تلحين        | المدة |
| --- | ----------------------------------- | --------------- | ------------ | ----- |
| 1.  | "احساس جديد" (باللهجة اللبنانية)    | فارس اسكندر     | سليم سلامة   | 6:16  |
| 2.  | "أشتكي منو" (باللهجة المصرية)       | وليد العيساوي   | حمدي الصديق  | 3:22  |
| 3.  | "اللي كان" (باللهجة المصرية)        | هاني عبد الكريم | وليد سعد     | 4:32  |
| 4.  | "انا يللي بحبك" (باللهجة اللبنانية) | نزار فرنسيس     | سمير صفير    | 3:25  |
| 5.  | "صبرك عليا" (باللهجة المصرية)       | هاني عبد الكريم | وليد سعد     | 4:49  |
| 6.  | "قول هنساك" (باللهجة المصرية)       | بهاء الدين محمد | حسن أبو سعود | 5:52  |
| 7.  | "لو دللوني" (باللهجة المصرية)       | الياس ناصر      | سهيل فارس    | 4:30  |
| 8.  | "مشتاقة ليك" (باللهجة الخليجية)     | صبا ناصر الصباح | يعقوب        | 4:20  |
| 9.  | "معجبة مغرمة" (باللهجة المصرية)     | بهاء الدين محمد | وليد سعد     | 3:37  |
| 10. | "يا سي السيد" (باللهجة المصرية)     | فوزي إبراهيم    | محمد سعد     | 4:16  |
| 11. | "يا طبطب ودلع" (باللهجة المصرية)    | أيمن بهجت قمر   | طارق مدكور   | 4:20  |

## وصلات خارجية
- الموقع الرسمي لنانسي عجرم